# Ludwig Uhland
Ludwig Uhland (Tübingen, 1787 - 1862) fou un poeta alemany i doctor en dret, defensor de les idees liberals. En les seves poesies, les més conegudes de les quals són les Balades, adoptà el to del lied popular.
Escrigué també diversos treballs sobre la cançó popular alemanya.